# Нові Ключі (Ульотівський район)
Нові Ключі́ (рос. Новые Ключи) — село у складі Ульотівського району Забайкальського краю, Росія. Входить до складу Ніколаєвського сільського поселення.

## Населення
Населення — 114 осіб (2010; 145 у 2002).
Національний склад (станом на 2002 рік):
- росіяни — 98 %